# Lasar Naumowitsch Berman
Lasar Naumowitsch Berman (geboren 26. Februar 1930 in Leningrad; gestorben 6. Februar 2005 in Florenz) war ein russischer Pianist.

## Leben
Lazar Berman wurde als Sohn jüdischer Eltern in Leningrad geboren. Seine Mutter Anna Lazarevna Makhover studierte hier am Konservatorium bei Izabella Vengerova Klavier, sie war vor allem für die technische Grundausbildung ihres Sohnes von Bedeutung. Berman machte das erste Mal auf sich aufmerksam, als er 1934 an einem städtischen Wettbewerb für junge Talente teilnahm. Die Jury bescheinigte ihm, „dass er ein außergewöhnlich frühreifes musikalisches Talent besitzt“. Im Alter von vier Jahren begann er seinen Klavierunterricht bei Samariy Savsinskij, Professor am Leningrader Staatlichen Konservatorium. Im Jahre 1938 wurde Berman am Leningrader Konservatorium in die „Klasse der außerordentlich begabten Kinder“ aufgenommen. Als Siebenjähriger nahm er mit einer selbst komponierten Mazurka und der Fantasie d-Moll von Mozart seine erste Platte auf. 1939 wechselte Lazar mit seiner Familie von der Leningrader Schule auf die Zentrale Musikschule in Moskau, sein Lehrer wurde Aleksandr Goldenweiser. Hier hatte er 1940 seinen ersten öffentlicher Auftritt als Konzertpianist mit dem Philharmonieorchester Moskau (Mozart, Klavierkonzert Nr. 25 C – Dur). Die Zentrale Moskauer Musikschule schloss er nach 10 Jahren mit einem Examenvorspiel ab, das Beethovens Waldsteinsonate, Schumanns Kreisleriana und Rachmaninoffs Drittes Klavierkonzert enthielt. Dieses Programm war gleichbedeutend mit einem Aufnahmeexamen für ein Studium am Moskauer Konservatorium; ab September 1948 besuchte Berman hier den ersten Kurs. 1949 wurde sein Vorhaben, am Warschauer Chopin-Wettbewerb teilzunehmen, aus antisemitischen Gründen verhindert, gleiches geschah später bei der Bewerbung für den Marguerit Long-Wettbewerb 1955 in Paris. Bereits 1951 gewann Berman in Ost-Berlin einen internationalen Pianisten-Wettstreit, der anlässlich des „Festivals der Jugend und Studenten“ stattfand; anschließend konzertierte er vor sowjetischen Soldaten, die in Polen stationiert waren. Durch den Gewinn des Berliner Wettbewerbes wurde man in Moskau auf ihn aufmerksam und es kam 1952 mit dem Ersten Klavierkonzert von Liszt zu einer Aufnahme für den Sowjetischen Rundfunk. 1955 knüpfte Berman erste Kontakte zu dem russischen Pianisten Vladimir Sofronitzky; es entwickelte sich ein freundschaftliches Verhältnis; eine Art Privatunterricht folgte. Sofronitzkys Hinweise, dass jeder Ton klar und deutlich zu hören sein muss und die Melodie eines Stückes stets einen besonderen Ausdruck besitzen sollte, wurden nachfolgend auch zu Maximen des Bermanschen Klavierspiels.
Im Jahre 1956 schloss Lazar bei seinem hochverehrten Lehrer Goldenweiser das Studium am Konservatorium ab. Im gleichen Jahr war er unter den Preisträgern des Budapester Liszt-Wettbewerbs (3. Platz), sowie des Brüsseler Concours Reine Elisabeth zu finden (5. Platz). Als Ergebnis dieser Erfolge wurde Berman eine internationale Tournee angeboten, außerdem erhielt er 1958 in London einen Plattenvertrag, der Aufnahmen von Liszts Sonate h-Moll und Beethovens Appassionata beinhaltete (Saga Classics).
Berman wurde in der Sowjetunion als Pianist Mitglied der Moskauer Philharmonie. Da er sein Land nicht verlassen durfte, konzertierte Lazar ausschließlich auf sowjetischem Boden: nicht nur in den Sälen der Philharmonien, auch auf heruntergekommenen Klavieren in Kulturhäusern, Schulen, Gaststätten und Altersheimen. Bereits 1956 heiratete Berman die französische Pianistin Blondina Crosti. Als sich seine Frau weigerte, die sowjetische Staatsbürgerschaft anzunehmen, zerbrach diese Ehe. 1968 vermählte er sich dann mit der russischen Pianistin Valentina Sedova; 1970 kam ihr Sohn Pavel zur Welt, nach seinem Studium ein beachtlicher Violinist und Dirigent.
Erst 1972 wurde Berman eine generelle Reiseerlaubnis für westliche Länder erteilt. 1975 schlug ihm Herbert von Karajan vor, in Westberlin das 1. Klavierkonzert von Tschaikowsky aufzunehmen (Deutsche Grammophon). Im gleichen Jahr lud ihn der Musikmanager Jacques Leiser zu einer Amerika-Tournee ein, die er Januar 1976 wahrnahm. Innerhalb von vier Jahren gab er in den USA über hundertdreißig Konzerte. Während seiner Tournee durch die Vereinigten Staaten konzertierte er auch in Kanada, Toronto, Montreal und Ottawa; anschließend unternahm er eine Japantournee. Nach seinen äußerst erfolgreichen Tourneen interessierten sich nun verstärkt die Plattenfirmen EMI, CBS und die Deutsche Grammophon für ihn.
Sein letztes Konzert in der Carnegie Hall gab er 1979, 1980 trat er in München auf; der Kauf eines in der Sowjetunion verbotenen Buches (Hedrick Smith, Die Russen) brachte ihm vier Jahre Auslandsverbot ein. Im August 1990 verließ Berman die UdSSR und reiste nach Norwegen, ein Angebot der italienischen Accademia Pianistica di Imola nahm er wahr und zog endgültig nach Imola in Italien. 1992 war Berman beim Pianisten-Wettbewerb in Brüssel das erste Mal als Mitglied einer internationalen Jury tätig. Von 1994 bis 2000 wirkte er an der Weimarer Hochschule Franz Liszt als Gastprofessor. Lazar Berman starb 2005 in Florenz, er wurde auf dem Cimitero delle Porte beigesetzt.
Lazar Berman galt als einer der besten Interpreten der Kompositionen von Franz Liszt. Vor allem kennzeichnete sein Spiel neben allen üblichen gestalterischen Attributen einer meisterhaften Interpretation eine selten zu hörende Präzision, selbst bei höchstem Tempo.